# Trzebiatkowa
Trzebiatkowa (deutsch Tschebiatkow, ab 1929 Radensfelde) ist ein Dorf in der polnischen Woiwodschaft Pommern. Es gehört zur Gmina Tuchomie (Landgemeinde Groß Tuchen) im Powiat Bytowski (Bütower Kreis).

## Geographische Lage

Tschebiatkow (Trzebiatkow), oder Radensfelde, östlich von Köslin und südwestlich von Bütow, auf einer Landkarte von 1910

Das Dorf liegt in Hinterpommern, etwa 190 km nordöstlich von Stettin und etwa 16 km südwestlich der Kreisstadt Bytów (Bütow).

## Geschichte
Das Dorf wurde 1345 als Trsebiatkow erwähnt. Es lag im Land Bütow, das ab 1466 im Besitz der pommerschen Herzöge war. Aus dem Jahre 1515 ist eine Urkunde überliefert, mit der Herzog Bogislaw X. von Pommern mehreren Adligen gemeinsam den Besitz des Dorfes Trzebiatkow bestätigte. Die Adligen, die wohl dem örtlichen Kleinadel („Panenadel“) angehörten, waren: Balzer Smuda, Simon Gendrecka, Greger Mlotk, Simon Recka, Olbrecht Pancke und Greger Chammer.
Um 1780 bestanden im  Dorf 14 kleine Vorwerke, das Wohn-Anwesen Pustkowie Dallecken , eine Schmiede und 30 Feuerstellen (Haushaltungen). Um 1855 war das Dorf in 18 Anteile aufgeteilt.
Anfang der 1930er Jahre hatte die Landgemeinde Radensfelde eine Flächengröße von 15,4 km². Innerhalb der Gemeindegrenzen standen insgesamt 105 bewohnte Wohnhäuser an neun verschiedenen Wohnstätten:
1. Buchbusch
2. Dallecken
3. Hilfsförster- und Haumeistergehöft Radensfelde
4. Hymkenkaten
5. Kosegrund
6. Krock
7. Milchberg
8. Radensfelde
9. Seekaten

Um 1935 hatte Radensfelde unter anderem einen Gasthof, einen Gemischtwarenladen, eine Bäckerei, eine Fischhandlung, eine Schmiede, eine Stellmacherei und eine Viehhandlung. Die Gemeinde zählte im Jahre 1933 868 Einwohner, im Jahre 1939 1038 Einwohner.

Gebäude im Dorf
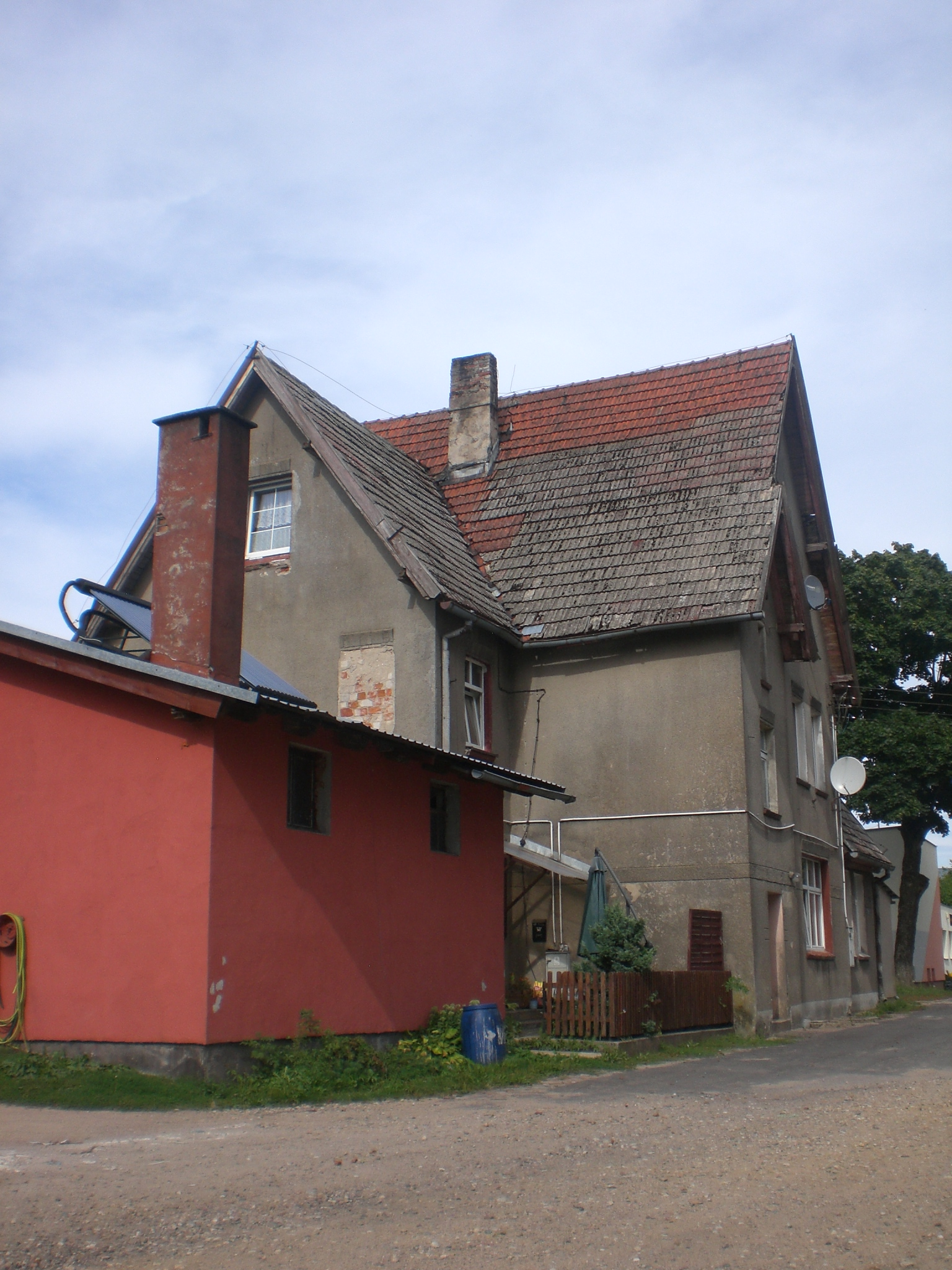
Bahnhofsgebäude (2018)
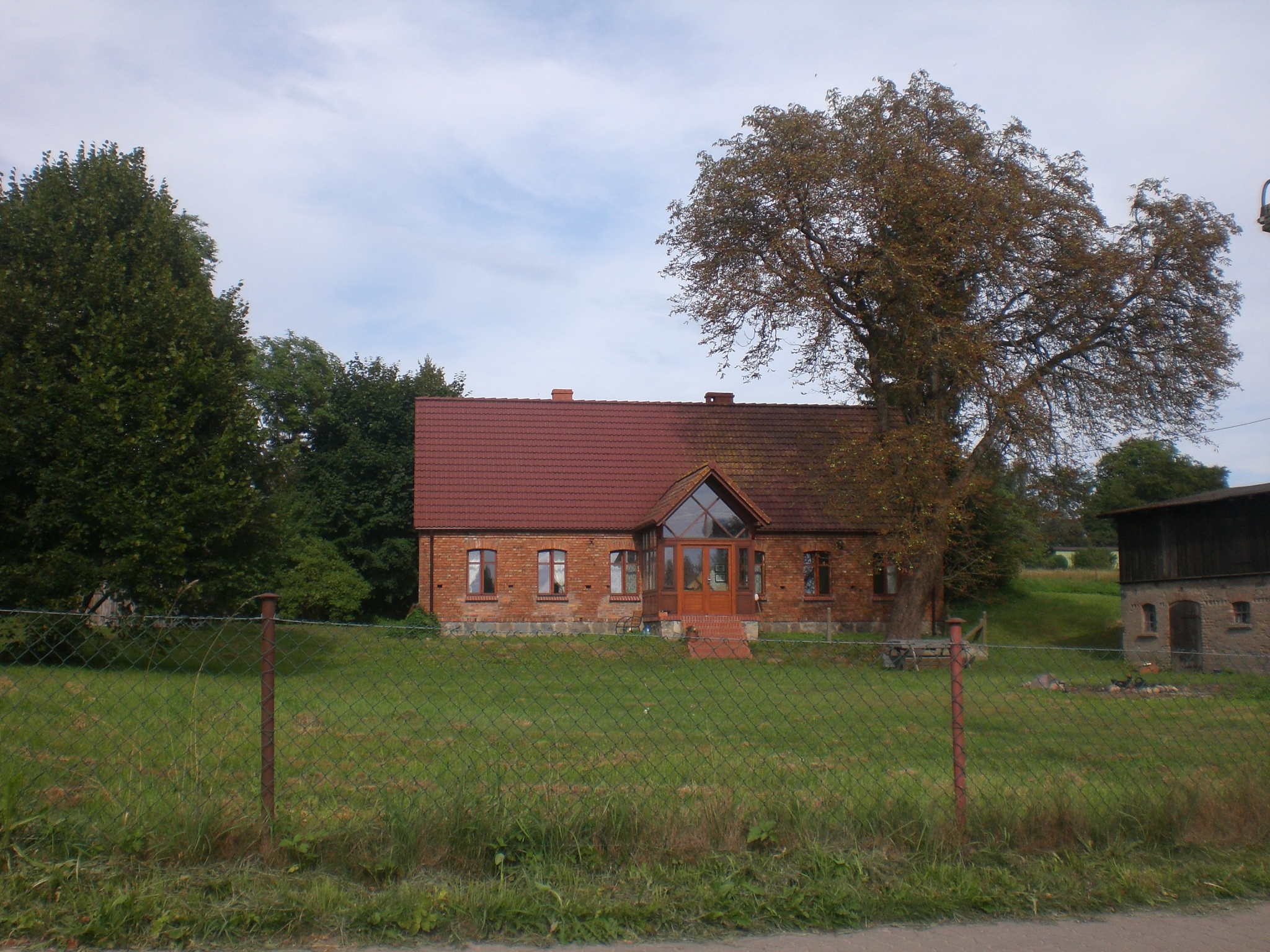
Altes Backstein-Wohnhaus auf einem Naturstein-Fundament (2018)
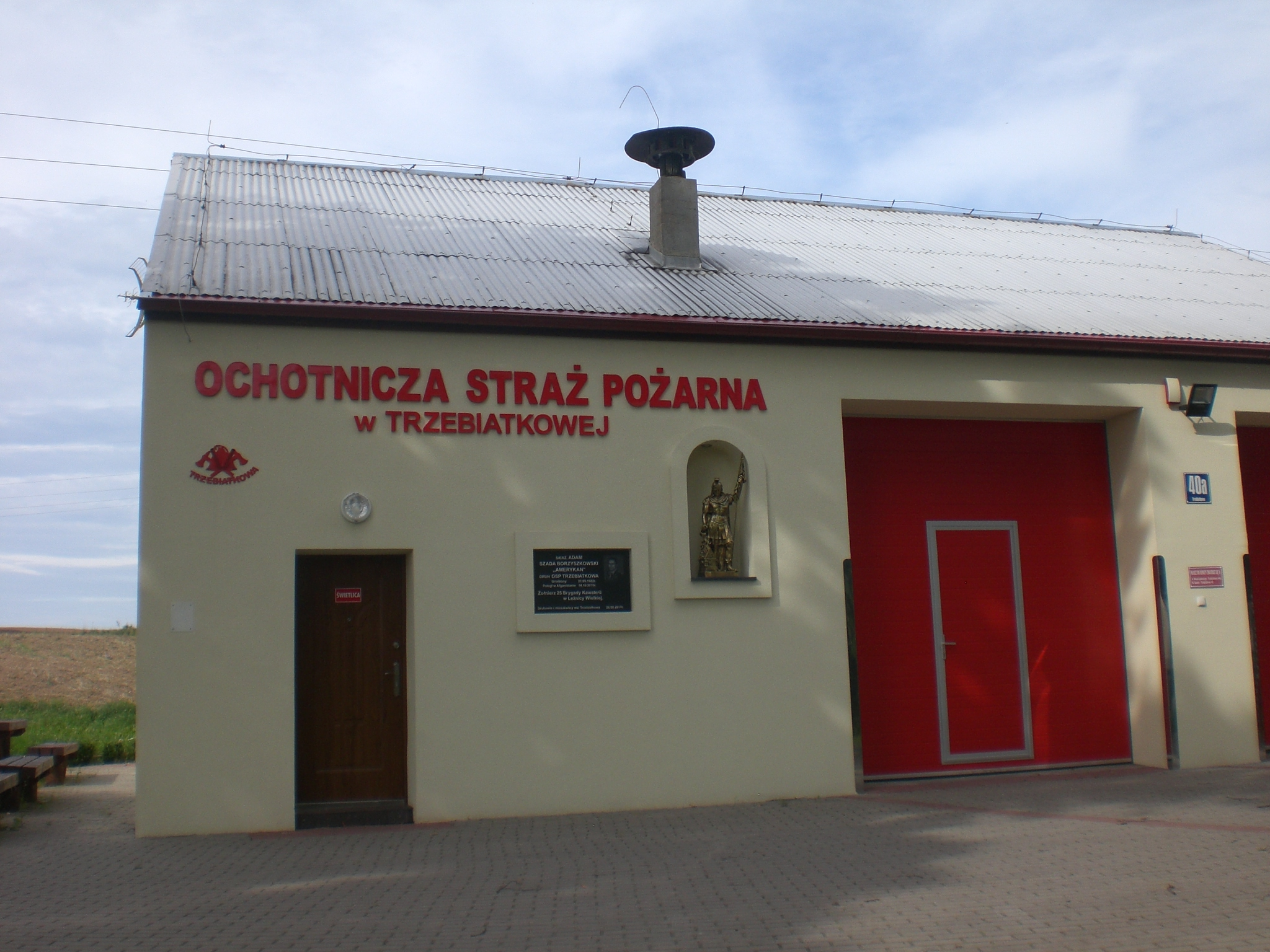
Feuerwehr-Station (2018)

Bis 1945 bildete Radensfelde eine Landgemeinde im Kreis Bütow der preußischen Provinz Pommern des Deutschen Reichs. Radensfelde war dem Amtsbezirk Massowitz zugeordnet.
Vor Ende des Zweiten Weltkriegs wurde Radensfelde Anfang März 1945 von der Roten Armee besetzt. Bald darauf wurde Radensfelde zusammen mit ganz Hinterpommern von der Sowjetunion der Volksrepublik Polen zur Verwaltung überlassen. Danach kamen Polen in das Dorf, von denen die einheimischen Dorfbewohner aus ihren Häusern und Wohnungen gedrängt wurden. Für Radensfelde wurde die polonisierte Ortsbezeichnung ‚Trzebiatkowa‘ eingeführt. In der Folgezeit wurden die einheimischen Dorfbewohner von der polnischen Verwaltungsbehörde aus Radensfelde vertrieben.

## Kirche

### Dorfkirche

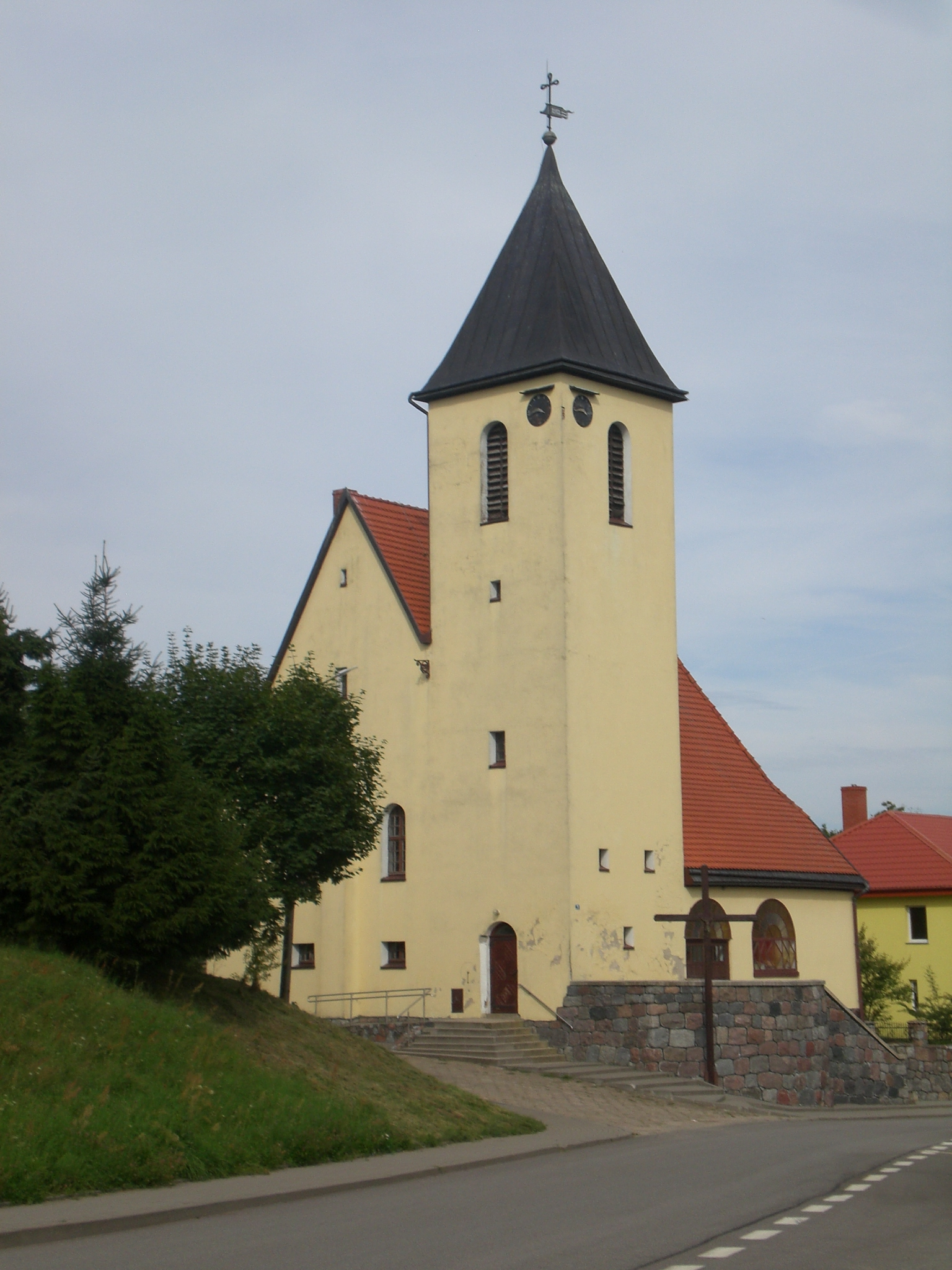
Dorfkirche, erbaut 1912, bis 1945 Gotteshaus der evangelischen Gemeinde Radensfelde

Die ehemalige evangelische Dorfkirche, ein 1912 errichteter verputzter Backsteinbau mit einem 12,40 m × 8,40 m großen Grundriss, steht im Ostteil des Dorfs an einer Anhöhe.
Das evangelische Gotteshaus wurde nach dem Zweiten Weltkrieg von der polnischen Administration zugunsten der Römisch-katholischen Kirche in Polen zwangsenteignet und vom polnischen katholischen Klerus ‚neu geweiht‘.

### Kirchspiel bis 1945
In Tschebiatkow stellten evangelische Christen die Bevölkerungsmehrheit. Diese waren nach Groß Tuchen eingepfarrt.
Die Katholiken wurden ebenfalls von Groß Tuchen aus betreut.

### Polnisches Kirchspiel seit 1945
Die seit 1945 und Vertreibung der einheimischen Dorfbewohner anwesende polnische Einwohnerschaft ist überwiegend katholisch.

## Persönlichkeiten

### Söhne und Töchter des Ortes
- Hans von Greiffenberg (1893–1951), deutscher Offizier, zuletzt General der Infanterie und Bevollmächtigter General der deutschen Wehrmacht in Ungarn
- Reinhard Schamuhn (1939–2013), deutscher Aktionskünstler, später in Uelzen

### Mit dem Ort verbunden
- Max Nemitz (1888–1970), deutscher Lehrer, Schriftsteller und Heimatforscher, wirkte von 1912 bis 1945 als Lehrer in Radensfelde